# 短梗麻叶冠唇花
短梗麻叶冠唇花（学名：Microtoena urticifolia var. brevipedunculata）为唇形科冠唇花属下的一个变种。

## 扩展阅读
- 維基物種上的相關：短梗麻叶冠唇花